# Lysimache (Tochter des Abas)
Lysimache (altgriechisch Λυσιμάχη Lysimáchē) ist in der griechischen Mythologie
eine Tochter des Abas und der Nymphe Kyrene und somit Enkelin des Melampus, laut Antimachos von Kolophon eine Tochter des Kerkyon.
Sie war die Ehefrau des argivischen Königs Talaos. Aus der Verbindung gingen die Söhne Adrastos, Parthenopaios, Mekisteus, Hippomedon, Pronax und Aristomachos sowie die Tochter Eriphyle hervor.